# Frank Wild

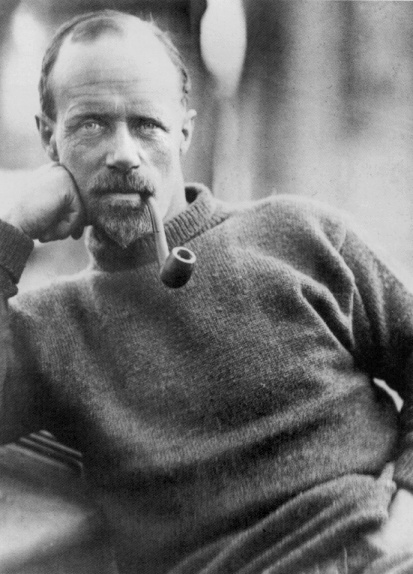
Frank Wild um 1914

John Robert Francis „Frank“ Wild (* 10. April 1873 in Skelton-in-Cleveland, Yorkshire; † 19. August 1939 in Klerksdorp, Südafrika) war ein britischer Polarforscher. Er nahm ab 1901, abgesehen von der Terra-Nova-Expedition, an allen britischen Antarktisexpeditionen des Goldenen Zeitalters der Antarktis-Forschung teil.

## Expeditionen
Von 1901 bis 1904 war Wild Expeditionsmitglied der Discovery-Expedition unter der Leitung von Robert Falcon Scott. Hier lernte er seinen langjährigen Freund Ernest Shackleton kennen.
Wild begleitete Shackleton von 1907 bis 1909 auf die Nimrod-Expedition. Zusammen mit Shackleton, Jameson Adams und Eric Marshall erreichte er am 9. Januar 1909 88° 23′ S, 162° 0′ O und damit die größte bis dahin erzielte Annäherung an einen der beiden geographischen Erdpole.
Von 1911 bis 1914 gehörte er zur Mannschaft der Aurora-Expedition unter der Leitung von Douglas Mawson. Hier unterstand ihm das auf dem Shackleton-Schelfeis errichtete Basislager.

Von 1914 bis 1916 nahm er an Shackletons Endurance-Expedition teil. Als Shackleton zusammen mit fünf weiteren Expeditionsteilnehmern auf die abenteuerliche Reise mit der James Caird nach Südgeorgien aufbrach, um Hilfe zu holen, wurde Wild zum Kommandanten der Zurückgebliebenen auf Elephant Island.
Anschließend diente er zusammen mit Shackleton im Ersten Weltkrieg in Russland. Danach betrieb er zusammen mit Francis Bickerton (1889–1954, seit der Mawson-Expedition mit Wild befreundet) und James McIllroy (1879–1968, Arzt bei der Endurance-Expedition) eine Baumwollfarm am Malawisee. Dort erkrankte Wild an Malaria.
Von 1921 bis 1922 war er auch Mitglied der Quest-Expedition, zu deren Leiter er wurde, nachdem Ernest Shackleton 1922 an einem Herzinfarkt in Grytviken auf Südgeorgien gestorben war.

## Späteres Leben
Wild schlug sich zwischenzeitlich als Lagerist in einer südafrikanischen Diamantenmine und zuletzt als Barkeeper einer heruntergekommenen Kneipe durch. Versuche einiger Mitglieder der Endurance-Expedition, ihm zu helfen, kamen zu spät. Er starb 1939 in Armut, wahrscheinlich an den Folgen seiner Alkoholkrankheit. Andere Quellen sprechen von Lungenentzündung als Todesursache.
Wilds Frau war der Ansicht, es sei der Wunsch ihres Mannes gewesen, neben Shackleton beerdigt zu werden. Seine Asche wurde daher nie beigesetzt. Erst über 60 Jahre später wurden seine sterblichen Überreste in Südafrika aufgespürt. Im November 2011 wurde seine Asche nach Südgeorgien gebracht und nach einem Gottesdienst in Anwesenheit zahlreicher Nachfahren von Wild und Shackleton beigesetzt, direkt neben Shackletons Grab.
Nach Wild sind geographische Objekte in der Antarktis benannt, wie das Kap Wild an der Georg-V.-Küste, die Wild-Nunatakker im Königin-Marie-Land, der Mount Wild und mittelbar die Wild-Eisfälle im Transantarktischen Gebirge, der Mount Wild auf der Antarktischen Halbinsel und Point Wild auf Elephant Island. Ferner ist er Namensgeber für den Wild-Canyon, einen Tiefseegraben vor der Küste des Mac-Robertson-Lands.

## Familie
Wilds jüngerer Bruder Ernest war während der Endurance-Expedition Mitglied der unterstützenden Ross Sea Party.